# 낫족제비

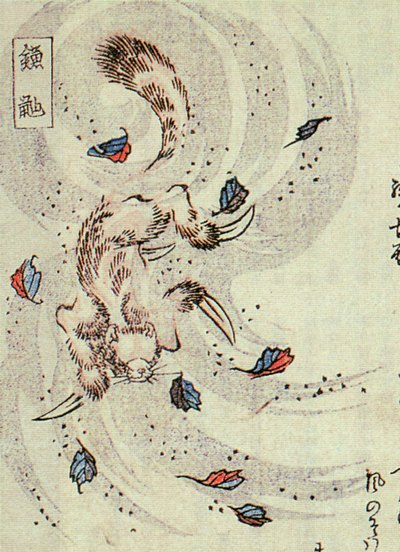
『광가백물어』의 낫족제비.

낫족제비(일본어: 鎌鼬 카마이타치[*])는 일본에 전해지는 요괴, 혹은 그것이 일으킨다고 여겨지는 괴현상이다. 돌개바람을 타고 나타나 사람을 날로 치는데, 이것을 당한 사람은 칼에 베인 듯한 날카로운 상처를 입지만 통증은 없고 상처에서 피도 나지 않는다고 한다.
"카마이타치"라는 말은 본래 "카마에 타치"(構え太刀)의 사투리였던 것으로 생각되고 있다. 이것이 "카마 이타치"라고 읽히면서 에도시대 중기 이후에는 토리야마 세키엔의 『화도 백귀야행』에서 볼 수 있듯이, 낫 같은 발톱이 달린 족제비 모습의 요괴로 그려지게 되었고, 그 이미지가 오늘날까지 정착했다.
사실 다른 것이지만 바람 속성이라는 점에서 에도시대의 책에서는 낫족제비를 중국 신화의 궁기와 동일시하고 있으며, 궁기의 훈독으로 "카마이타치"를 채용하고 있었다.
사람을 베어 상처를 입히는 바람에 대한 전설은 중부・근기 등 전국에 전해지고 있으며, 특히 눈이 많은 지방에 전승이 풍부하다. 각지에 전승되는 카마이타치는 현상 자체는 같지만 정체에 대해서는 설명이 제각각이고,:115 또 돌개바람 자체를 “카마이타치”라고 부르는 지방도 있다.

## 같이 보기
- 낫과 싸움
- 족제비속